# ジェイソン・ルイス
ジェイソン・ルイス（Jason Lewis, 1971年6月25日 - ）は、アメリカ合衆国の俳優、ファッションモデル。カリフォルニア出身で3人の兄弟がいる。

## 来歴
カリフォルニア州ニューポートビーチ出身。サンディエゴの大学を中退した後、モデルとしてのキャリアをスタートした。GUESS、トミーヒルフィガー、ヒューゴ・ボスなどのモデルを務めた経験がある。
1995年よりテレビに出演するようになり、2003年よりTVドラマ『セックス・アンド・ザ・シティ』の第6シーズンでサマンサの恋人・スミス役として出演し注目を浴びる。
2022年、『ダンシング・ウィズ・ザ・スターズ』の第31シーズンに出場。

## 私生活
2020年、リズ・ゴッドウィンと婚約。

## 主な出演作品
| 公開年    | 邦題 原題                                        | 役名               | 備考                               |
| --------- | ------------------------------------------------ | ------------------ | ---------------------------------- |
| 1997      | ビバリーヒルズ青春白書 Beverly Hills, 90210      | ロブ・アンダーソン | テレビシリーズ、4エピソードに出演  |
| 1998      | ワンダーランド駅で Next Stop Wonderland          | ロリー             | 映画デビュー作                     |
| 2003      | CSI:マイアミ CSI: Miami                          | ジミー・ハットン   | シーズン2 第7話 死のピットイン     |
| 2003–2004 | セックス・アンド・ザ・シティ Sex and the City    | スミス             | テレビシリーズ、16エピソードに出演 |
| 2005      | ジャケット The Jacket                            | ハリソン           |                                    |
| 2005      | チャームド Charmed                               | デックス           | テレビシリーズ、6エピソードに出演  |
| 2007,2009 | ブラザーズ&シスターズ Brothers & Sisters         | チャド             | テレビシリーズ、8エピソードに出演  |
| 2007      | Mr.ブルックス 完璧なる殺人鬼 Mr. Brooks          | ジェス             |                                    |
| 2007      | ボビーZ The Death and Life of Bobby Z            | ボビーZ            |                                    |
| 2008      | アティック The Attic                             | ジョン             |                                    |
| 2008      | セックス・アンド・ザ・シティ Sex and the City    | スミス             | 映画版                             |
| 2008      | CSI:科学捜査班 CSI: Crime Scene Investigation    | バーのオーナー     | シーズン9 第4話 死神               |
| 2010      | セックス・アンド・ザ・シティ2 Sex and the City 2 | スミス             | 映画版                             |
| 2017–2018 | Midnight Texas                                   | ジョー・ストロング |                                    |